# Brilliance H330
Brilliance H330 и Brilliance H320 — компактные автомобили, выпускавшиеся китайской автомобилестроительной компанией Brilliance China Auto в разные периоды с 2013 по 2020 год.
С середины 2015 года автомобили выпускались в Иране компанией SAIPA. С середины 2017 года выпускался «кроссоверный» вариант H320. С марта 2019 года автомобили продавались в Сирии. В начале 2020 года автомобиль выпускался в Египте компанией Bavarian Auto Group.

## Brilliance H330
Седан Brilliance H330 был запущен в продажу в апреле 2013 года на автосалоне в Шанхае. Цены варьировались от 65800 до 75800 юаней.

## Brilliance H320
Хетчбэк Brilliance H320 дебютировал в 2012 году на автосалоне в Чэнду. Цены варьировались от 63800 до 78800 юаней.

## Технические характеристики
|                            | H320 1.5                                       | H330 1.5                                       | H320 1.5                                       | H330 1.5                                       | H320 1.7                                       | H330 1.7                                       |
| -------------------------- | ---------------------------------------------- | ---------------------------------------------- | ---------------------------------------------- | ---------------------------------------------- | ---------------------------------------------- | ---------------------------------------------- |
| Страна                     | Китай                                          | Китай                                          | Иран, Сирия                                    | Иран, Сирия                                    | Иран, Сирия                                    | Иран, Сирия                                    |
| Годы производства          | 2012—2017                                      | 2013—2017                                      | 2015—2018                                      | 2015—2018                                      | 2018—2020                                      | 2018—2020                                      |
| Тип                        | Рядный четырёхцилиндровый бензиновый двигатель | Рядный четырёхцилиндровый бензиновый двигатель | Рядный четырёхцилиндровый бензиновый двигатель | Рядный четырёхцилиндровый бензиновый двигатель | Рядный четырёхцилиндровый бензиновый двигатель | Рядный четырёхцилиндровый бензиновый двигатель |
| Объём                      | 1498 см³                                       | 1498 см³                                       | 1498 см³                                       | 1498 см³                                       | 1654 см³                                       | 1654 см³                                       |
| Мощность при об/мин        | 77 кВт (105 л. с.) / 5800                      | 77 кВт (105 л. с.) / 5800                      | 76 кВт / 5800                                  | 76 кВт / 5800                                  | 84 кВт / 6000                                  | 84 кВт / 6000                                  |
| Крутящий момент при об/мин | 143 Н⋅м / 3800—4200                            | 143 Н⋅м / 3800—4200                            | 138 Н⋅м / 3800                                 | 138 Н⋅м / 3800                                 | 154 Н⋅м / 4000                                 | 154 Н⋅м / 4000                                 |
| Привод                     | Передний                                       | Передний                                       | Передний                                       | Передний                                       | Передний                                       | Передний                                       |
| Трансмиссия                | 5-скор. МКПП                                   | 5-скор. МКПП                                   | 5-скор. МКПП                                   | 5-скор. МКПП                                   | 5-скор. МКПП                                   | 5-скор. МКПП                                   |
| Трансмиссия (опционально)  | 4-скор. АКПП                                   | 4-скор. АКПП                                   | 4-скор. АКПП                                   | 4-скор. АКПП                                   | 4-скор. АКПП                                   | 4-скор. АКПП                                   |
| Максимальная скорость      | 175 км/ч (170 км/ч)                            | 175 км/ч (170 км/ч)                            | 170 км/ч (170 км/ч)                            | 170 км/ч (170 км/ч)                            | 170 км/ч (170 км/ч)                            | 170 км/ч (170 км/ч)                            |
| Расход топлива (л/100 км)  | Н/Д                                            | Н/Д                                            | 6,4 л (6,7—7,5 л)                              | 6,4 л (6,7 л)                                  | 7,8 л (7,6 л)                                  | 7,8 л (7,6 л)                                  |

## Галерея

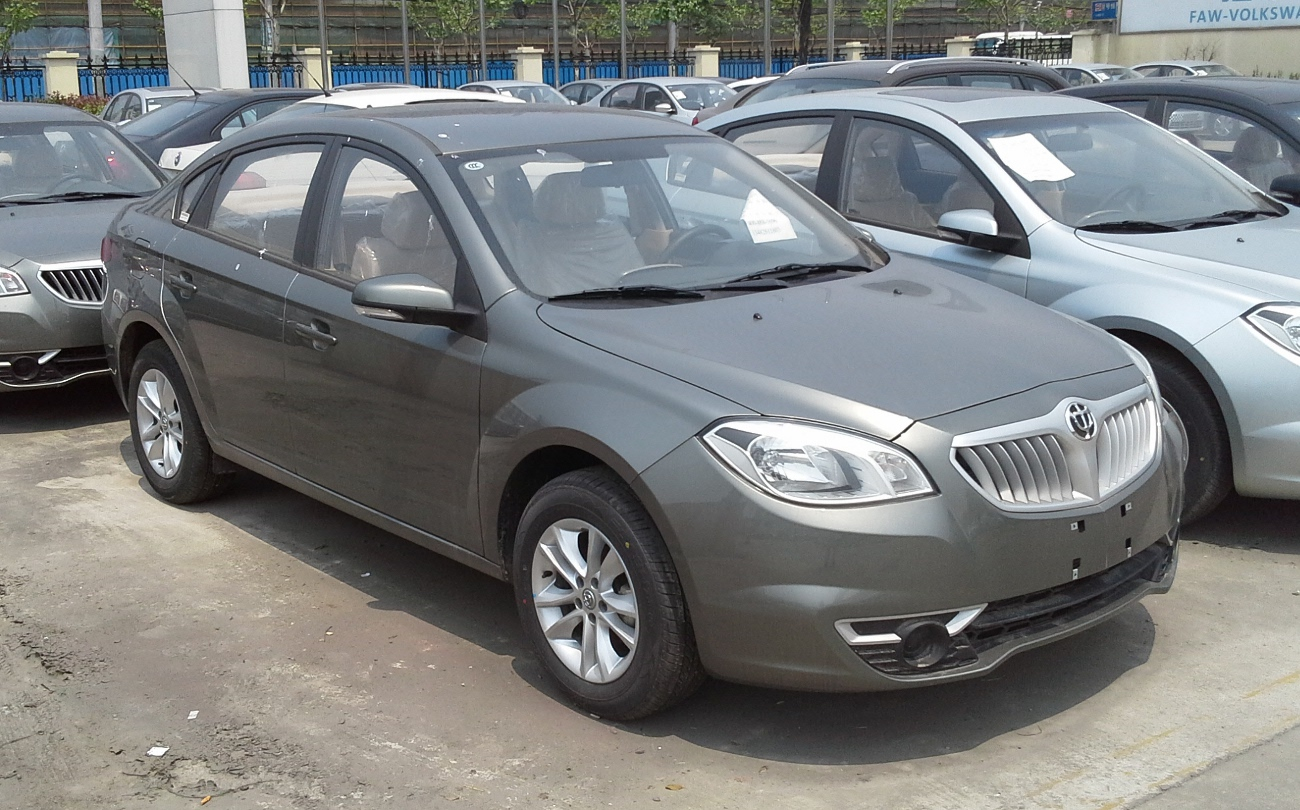
Brilliance H330
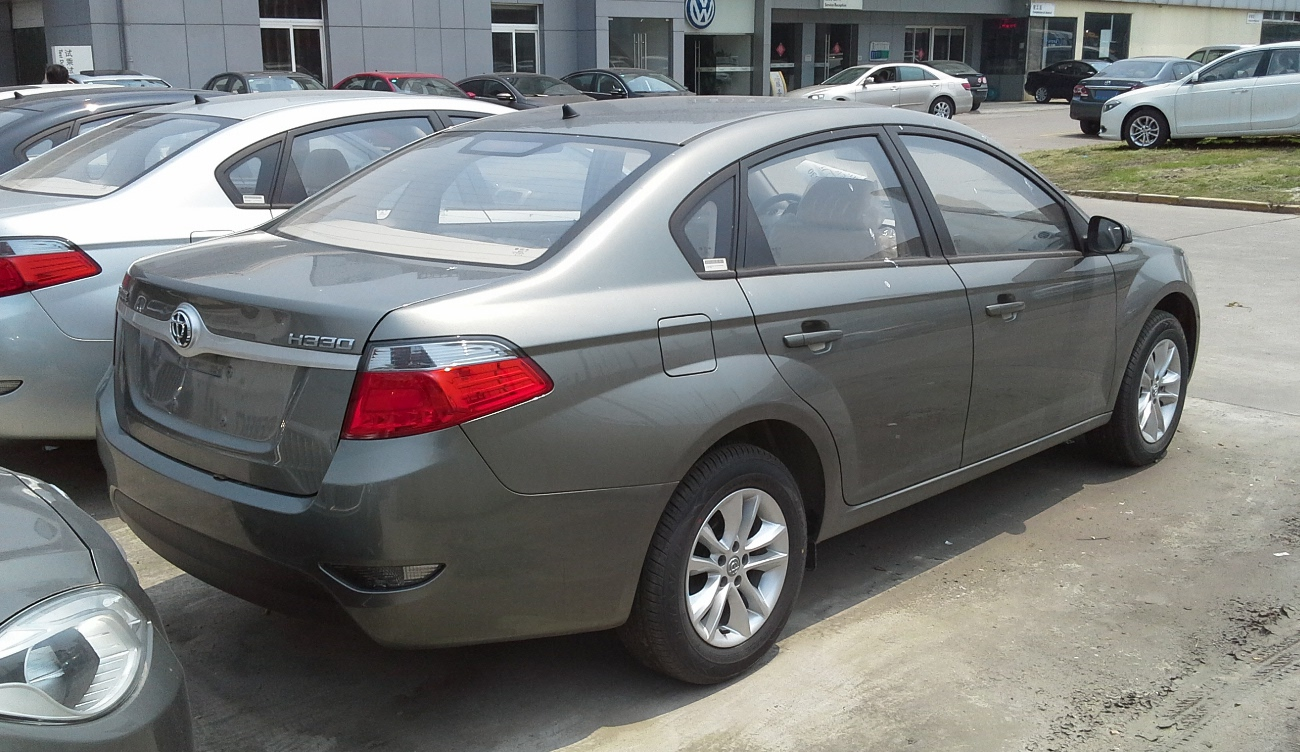
Вид сзади
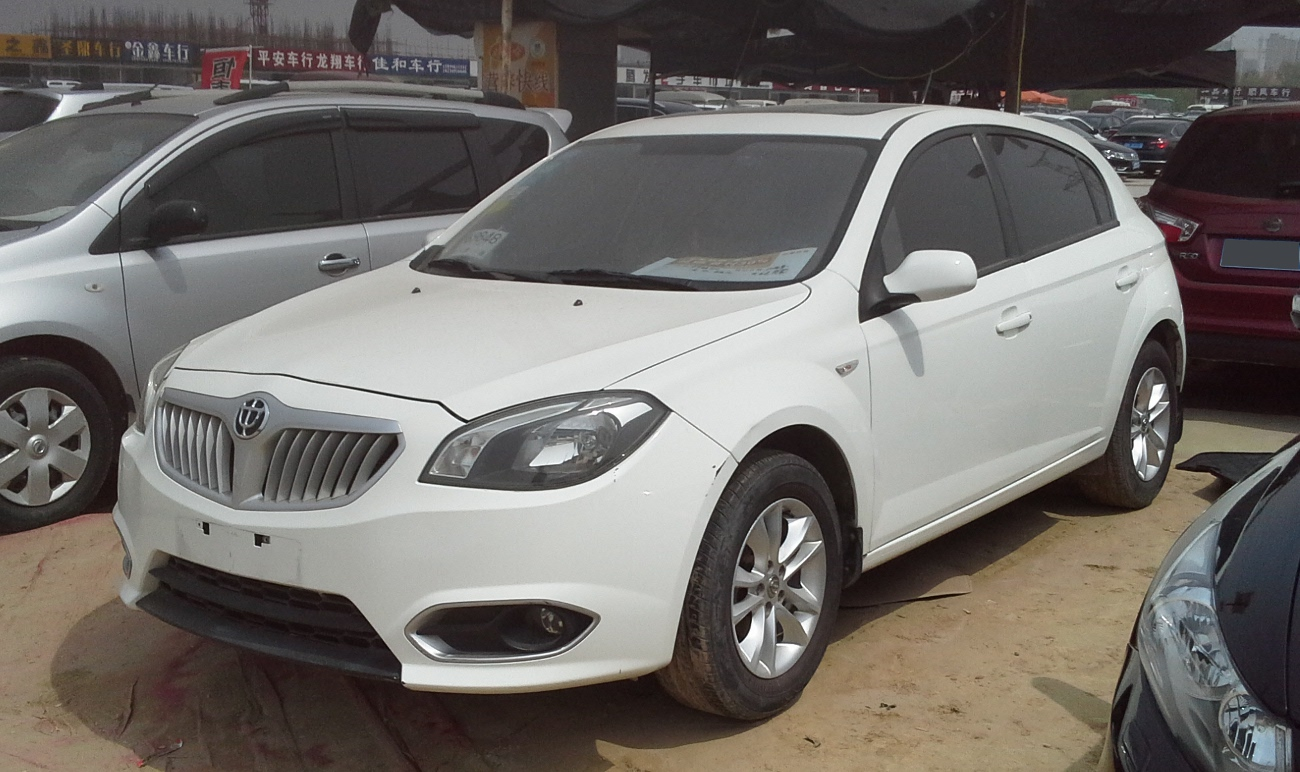
Brilliance H320
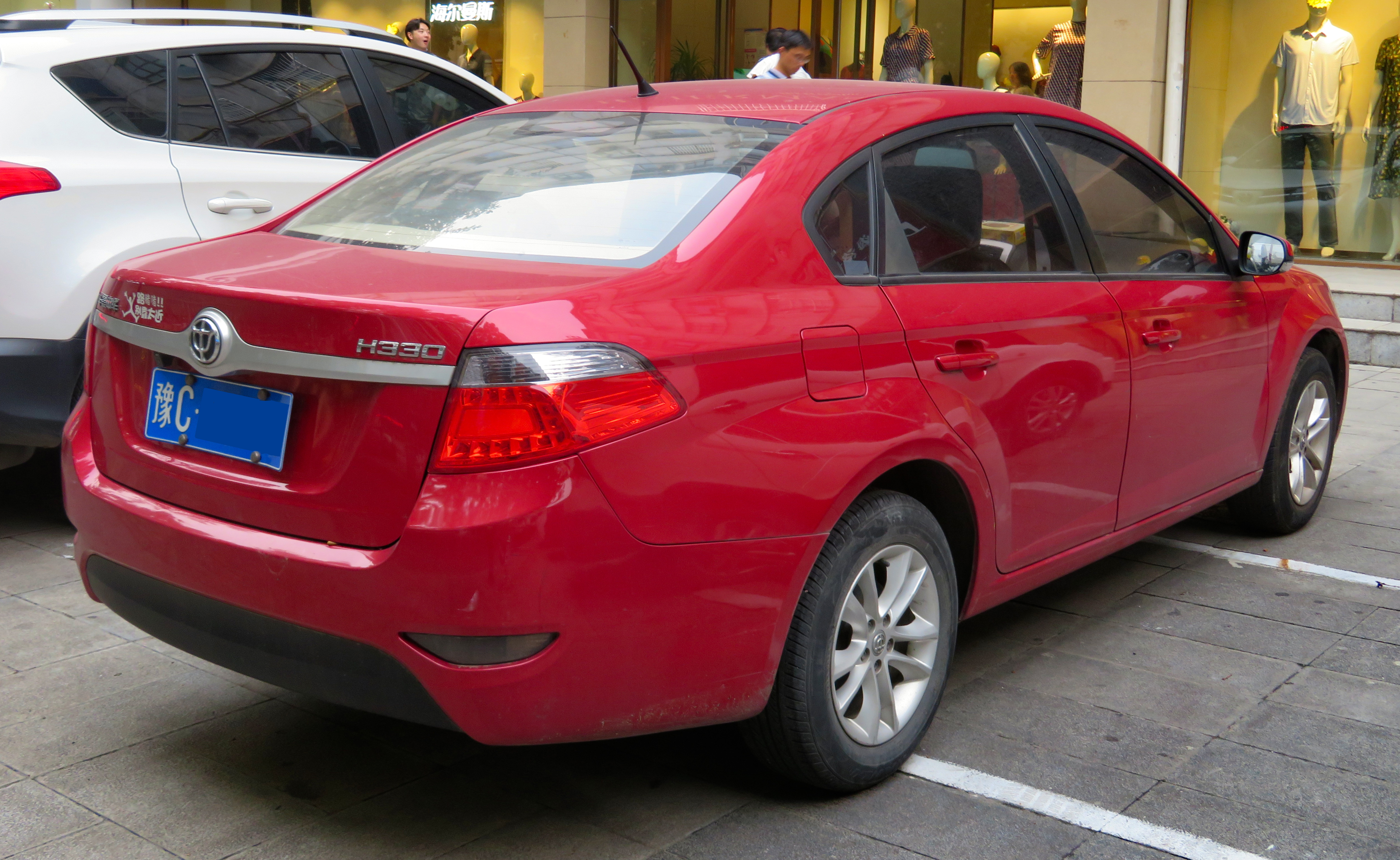
Вид сзади